# ملک شاه حسین سجستانی
ملکشاه حسین بن غیاث الدین محمدبن شاه محمود سیستانی، از شاهزادگان سیستان و بازمانده از سلسله عمرو لیث صفاری است .وی متولد ۹۷۸ ه.ق در سیستان می‌باشد.
ملک شاه حسین قرائت قرآن را نزد مولانا عبدالمومن صلحی و آحکام را نزد شیخ کلب علی جزایری فرا گرفت .همچنین علوم دیگر را نزد اساتیدی چون شیخ محمد مومن، سید امیر ضیاالدین محمد وسیدطباطبایی زواره‌ای تعلیم دید.
ملک شاه حسین علاوه بر زبان فارسی به زبان‌های عربی و پهلوی هم مسلط بود.وی طبع شعر نیز داشت.
| از آه به سینه، شعله اندوخته ایم |  | ز آن شعله متاع، عافیت یافته ایم    |
| نه بیم زدوزخ، نه تمنای بهشت     |  | از هرچه جز اوست، دیده بر دوخته ایم |

## تالیفات
- کتاب  احیا الملوک
- در تاریخ سیستان، از باستان تا سال ۱۰۲۸ هجری قمری
- تحفه الحرمین
- تذکره خیر البیان
- کتاب مهر و وفا

## منبع
- سید باقر حسینی، کتاب علما و دانشمندان سیستان، ناشر روابط عمومی دانشگاه زابل